# Объединённый демократический фронт
Объединённый демократический фронт (англ. United Democratic Front) — политическая партия в Намибии. Объединенный демократический фронт — политическая партия, имеющая наибольшую поддержку среди народов Дамара.

## История
Партия Объединённый демократический фронт была создана в 1989 году на основе совета племени Дамара. С момента создания партии в 1989 году по 2013 год лидером партии был Юстус Гароэб. Вместе с другими небольшими партиями для участия в парламентских выборах 1989 года Объединённый демократический фронт образовали коалицию. На выборах 1989 года Объединённый демократический фронт получил 37 874 (5,66 %) голоса избирателей, что позволило партии попасть в Национальную ассамблею Намибии. В 1992 году партия получила одно место в парламенте. В 1994 году партия получила 13 309 (2,72 %) голосов избирателей. В Национальное собрание были избраны два члена партии. В 1999 году Объединённый демократический фронт объединился в коалицию с Демократическим альянсом Турнхалле. В 2004 году партия получила одно место в Национальной ассамблее. На всеобщих выборах в ноябре 2009 года Юстус Гароэв снова баллотировался на пост президента Намибии. Он получил 19 255 (2,37 %) голосов избирателей и занял пятое место. Партия получила 2 места в Национальной ассамблее. Депутатами стали партийный лидеры партии Юстус Гароэб и Симсон Тжонгареро .